# Cirque d'Hiver (Roermond)
Cirque d'Hiver Roermond was een internationaal bekend wintercircus dat ieder jaar plaatsvond in de halfronde theaterzaal (theatre a ronde) van TheaterHotel De Oranjerie in Roermond. Sinds de oprichting in 1983, en de eerste voorstelling op 30 januari 1984, draaide dit circus, behalve de professionele artiesten, volledig op vrijwilligers, zo'n 80 in getal. Deze vrijwilligers bouwden in enkele dagen het theater om tot een circus dat vanaf eerste kerstdag voor 6 dagen open was.
Oorspronkelijk werkte het circus veel met dieren, maar door veranderende regelgeving op het gebied van dierenwelzijn en een verandering van stijl en decor is dit in de laatste jaren van haar bestaan afgenomen.
In 1991 won het Cirque d'Hiver Roermond de prestigieuze Oscar Carré Trofee dé Nederlandse circusprijs. Tijdens een voorstelling in 2011 werd de Piste Circus Award uitgereikt aan Nigel Voets.
De laatste voorstelling van het Cirque d’Hiver Roermond was maandag 28 december 2015.